# یواس‌اس مریل (دی‌ئی-۳۹۲)
یواس‌اس مریل (دی‌ئی-۳۹۲) (به انگلیسی: USS Merrill (DE-392)) یک کشتی بود که طول آن ۳۰۶ فوت (۹۳ متر) بود. این کشتی در سال ۱۹۴۳ ساخته شد.